# Molophilus (Molophilus) kuborensis
Molophilus (Molophilus) kuborensis is een tweevleugelige uit de familie steltmuggen (Limoniidae). De soort komt voor in het Australaziatisch gebied.